# Stephen Kiprotich
Pour les articles homonymes, voir Kiprotich.
Ne pas confondre avec Ali Kaya, né Stephen Kiprotich
Stephen Kiprotich (né le 27 février 1989 à Kapchorwa) est un athlète ougandais, spécialiste des courses de fond. Il fait partie des Kalenjins.

## Biographie
En 2007, il part s'entrainer à Eldoret au Kenya, où il prépare le marathon avec Eliud Kipchoge.
En 2011, il établit un nouveau record d'Ouganda en remportant le marathon d'Enschede aux Pays-Bas en 2 h 7 min 20 s. Il se classe troisième du Marathon de Tokyo 2012 en 2 h 7 min 50 s.
En 2012, il remporte le marathon aux Jeux olympiques à Londres en 2 h 8 min 1 s avec 26 secondes d'avance sur son poursuivant, le Kényan Abel Kirui. Il devient à cette occasion le deuxième athlète d'Ouganda champion olympique après John Akii-Bua, vainqueur du 400 m haies des Jeux de 1972.
Stephen Kiprotich remporte le marathon des championnats du monde 2013, à Moscou, devant les Éthiopiens Lelisa Desisa et Tadesse Tola, dans le temps de 2 h 9 min 51 s. Il devient ainsi le premier athlète à remporter les Jeux Olympiques et les Championnats du monde de marathon en carrière, ainsi qu'à détenir simultanément les deux titres.
Le 22 août 2015, il termine 6e du marathon lors des championnats du monde 2015 à Pékin, en 2 h 14 min 42 s.
Le 21 août 2016, il termine 14e lors du marathon aux Jeux olympiques à Rio de Janeiro en 2 h 13 min 32 s.

### Palmarès
| Date | Compétition           | Lieu           | Résultat | Performance     |
| ---- | --------------------- | -------------- | -------- | --------------- |
| 2012 | Jeux olympiques d'été | Londres        | 1er      | 2 h 08 min 01 s |
| 2013 | Marathon de Londres   | Londres        | 6e       | 2 h 08 min 05 s |
| 2013 | Championnats du monde | Moscou         | 1er      | 2 h 09 min 51 s |
| 2014 | Marathon de New York  | New York       | 5e       | 2 h 13 min 25 s |
| 2015 | Championnats du monde | Pékin          | 6e       | 2 h 14 min 42 s |
| 2016 | Marathon de Tokyo     | Tokyo          | 4e       | 2 h 07 min 46 s |
| 2016 | Jeux olympiques       | Rio de Janeiro | 14e      | 2 h 13 min 32 s |
| 2017 | Marathon de Hambourg  | Hambourg       | 2ème     | 2 h 07 min 30 s |

### Records
| Épreuve  | Performance    | Lieu  | Date            |
| -------- | -------------- | ----- | --------------- |
| Marathon | 2 h 6 min 33 s | Tokyo | 22 février 2015 |